# Батыгин, Константин Юрьевич
Константин Юрьевич Батыгин (англ. Konstantin Batygin, род. 23 марта 1986, Москва) — американский астрофизик, профессор планетологии в Калифорнийском технологическом институте. Соавтор гипотезы о девятой планете Солнечной системы (вместе с Майклом Брауном).

## Биография
Константин Батыгин родился 23 марта 1986 года в Москве. Его отец — Юрий Батыгин, физик, — специалист по физике ускорителей, — работал в МИФИ, с мая 1994 года работал в RIKEN в Вако (Япония), семья переехала вместе с ним в Японию. Мать — Галина Батыгина. Учился в японской начальной школе, затем — в школе при посольстве России. Занимался карате стиля годзю-рю. В 1998 году отец защитил докторскую диссертацию на тему «Динамика ярких пучков в нелинейных полях объёмного заряда», став доктором физико-математических наук. С начала 2000-х годов отец работал в Национальной ускорительной лаборатории SLAC и семья переехала в США.
С июля 2005 по январь 2006 года работал ассистентом-исследователем в Исследовательском центре Эймса НАСА. С марта 2006 по сентябрь 2008 года работал ассистентом-исследователем в Ликской обсерватории.
В 2008 году получил степень бакалавра по астрофизике в Калифорнийском университете в городе Санта-Круз (Калифорния), работал с Грегори Лафлином по долговременной динамической эволюции Солнечной системы. Его работа «Динамическая стабильность Солнечной системы» была признана лучшей в университете в 2008 году.
В 2010 году окончил Калифорнийский технологический институт, работал с Дэвидом Стивенсоном и Майклом Брауном. В феврале-марте 2011 года шесть недель провёл в Обсерватории Лазурного берега в Ницце (Франция), работая с Алессандро Морбиделли.
В 2012 году защитил диссертацию в Калифорнийском технологическом институте. В июле-ноябре 2012 работал постдоком в Обсерватории Лазурного берега в Ницце (Франция), а с ноября 2012 по ноябрь 2014 года — в Гарвард-Смитсоновском центре астрофизики. С июня 2014 года — Assistant Professor в Калифорнийском технологическом институте.

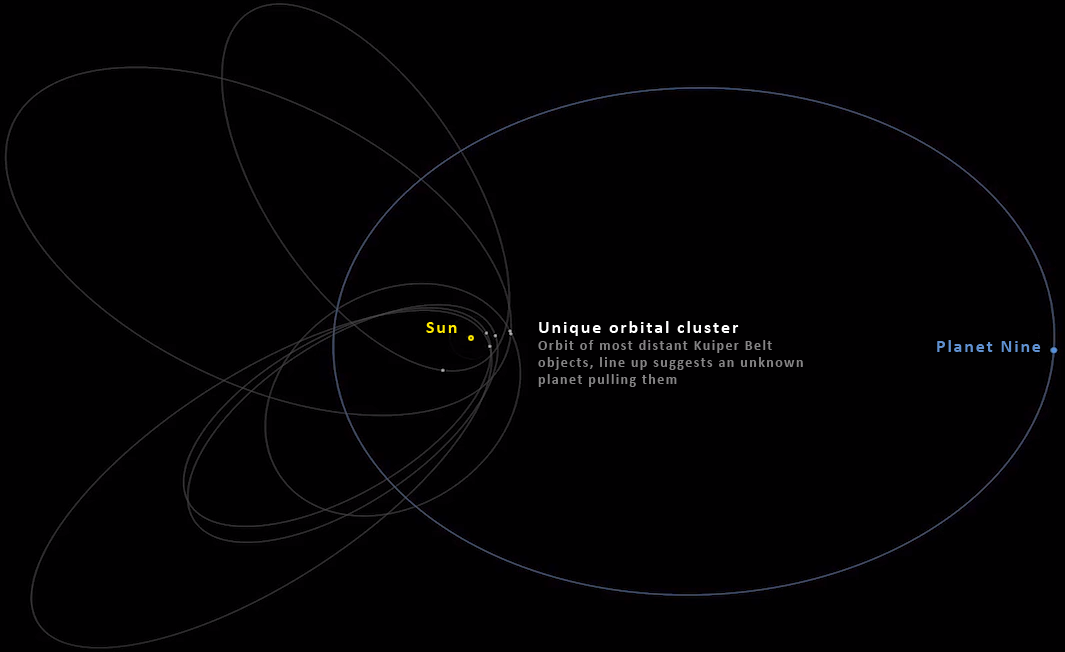
Предположительная орбита 9 планеты вместе с орбитами обособленных транснептуновых объектов

В январе 2016 года Константин Батыгин и Майкл Браун предположили существование девятой планеты в Солнечной системе в статье, опубликованной 20 января 2016 года в The Astronomical Journal.
С мая 2019 года — Professor of Planetary Science в Калифорнийском технологическом институте.

## Личная жизнь
Женат на Ольге Батыгиной (Мишиной). Дочь 2012 года рождения.
Играет на гитаре в рок-группе The Seventh Season.

## Признание
В 2015 году был включён в список «30 Under 30» журнала Forbes в категории «Наука».